# Pheidole phipsoni
Pheidole phipsoni är en myrart som beskrevs av Auguste-Henri Forel 1902. Pheidole phipsoni ingår i släktet Pheidole och familjen myror. Inga underarter finns listade i Catalogue of Life.